# Daniil Olegowitsch Jeibog
Daniil Olegowitsch Jeibog (russisch Даниил Олегович Ейбог; * 20. März 1997 in Olenegorsk) ist ein russisch-usbekischer Shorttracker.

## Werdegang
Jeibog startete im Februar 2015 in Dresden erstmals im Shorttrack-Weltcup und belegte dabei den 43. Platz über 1500 m und den 30. Rang über 500 m. Bei den Juniorenweltmeisterschaften 2015 in Osaka und bei den Juniorenweltmeisterschaften 2016 in Sofia gewann er jeweils die Bronzemedaille mit der Staffel. Bei der Winter-Universiade 2019 in Krasnojarsk holte er die Silbermedaille mit der Staffel. In der Saison 2019/20 siegte er in Salt Lake City mit der Staffel und der Mixed-Staffel und in Shanghai mit der Staffel. Zudem wurde er in Nagoya Dritter mit der Staffel und Zweiter mit der Mixed-Staffel und in Dresden Zweiter mit der Staffel. Bei den Europameisterschaften 2020 in Debrecen holte er die Goldmedaille mit der Staffel.
Im Oktober 2024 wurde bekannt, dass Jeibog zum usbekischen Verband gewechselt war. Grund hierfür ist die Sperre des russischen Verbands nach dem russischen Überfall auf die Ukraine. Obwohl eine zweijährige Sperrfrist für internationale Teilnehmen aufliegt, schien Jeibog im Januar 2025 als Teil des usbekischen Aufgebot für die Winter-Asienspiele 2025 in Harbin auf.

## Weltcupsiege im Team
| Nr. | Datum            | Ort              |
| --- | ---------------- | ---------------- |
| 1.  | 2. November 2019 | Salt Lake City 1 |
| 2.  | 3. November 2019 | Salt Lake City 2 |
| 3.  | 8. Dezember 2019 | Shanghai 1       |

## Persönliche Bestzeiten
- 500 m      40,652 s (aufgestellt am 8. Dezember 2019 in Shanghai)
- 1000 m    1:26,019 min. (aufgestellt am 16. September 2018 in Kolomna)
- 1500 m    2:15,890 min. (aufgestellt am 24. März 2017 in Novouralsk)
- 3000 m    4:48,914 min. (aufgestellt am 29. Dezember 2018 in Kolomna)